# Autobahndreieck Leonberg

Das im September 1958 im Zuge einer Autobahn-Schilderreform vorgestellte Ankündigungsschild

Das Autobahndreieck Leonberg (Abkürzung: AD Leonberg; Kurzform: Dreieck Leonberg; früher Autobahndreieck Stuttgart) ist ein Autobahndreieck in Baden-Württemberg in der Metropolregion Stuttgart. Es verbindet die Bundesautobahn 8 (Saarland – Stuttgart – München – Salzburg) (Europastraße 52) mit der Bundesautobahn 81 (Würzburg – Stuttgart – Singen (Hohentwiel)) (Europastraße 41). Beide Autobahnen verlaufen bis zum Kreuz Stuttgart gemeinsam auf einer Trasse, die entsprechend stark frequentiert ist.

## Geographie
Das Autobahndreieck befindet sich im Stadtgebiet von Leonberg im Landkreis Böblingen, relativ zentral in der Mitte Baden-Württembergs. Die Landeshauptstadt Stuttgart befindet sich etwa 15 km nordöstlich, als weitere Großstädte liegen Karlsruhe etwa 50 km und Pforzheim etwa 25 km nordwestlich. Die Kreisstadt Böblingen liegt rund 11 km südlich des Dreiecks. Die BAB 8 verläuft in West-Ost-Richtung südlich an Leonberg vorbei, die BAB 81 zweigt hier nach Norden ab und führt unmittelbar hinter dem Dreieck durch den 2,5 km langen Engelbergtunnel in Richtung Heilbronn.
Auf der BAB 8 trägt das Autobahndreieck die Anschlussstellennummer 49 und auf der BAB 81 die Nummer 19.

## Geschichte

### Planung und Bau der Reichsautobahnen
Autobahnstrecken zwischen Karlsruhe und München sowie zwischen Würzburg und Stuttgart fanden sich schon im Netzplan des Vereins HaFraBa Ende der 1920er Jahre. Ausgehend von einer geplanten Fernstraße von Hamburg über Frankfurt am Main nach Basel entwickelten sich Pläne für ein landesweites Netz an Schnellstraßen, die dem motorisierten Verkehr vorbehalten sein sollten. Die Nationalsozialisten, obwohl den Plänen zunächst ablehnend gegenüberstehend, übernahmen zahlreiche der HaFraBa-Planungen, nannten den Verein in GEZUVOR („Gesellschaft zur Vorbereitung der Reichsautobahnen e. V.“) um und begannen noch im Jahr der Machtergreifung Hitlers 1933 mit dem Bau der ersten Strecke.
Am 21. März 1934 wurden im Rahmen der sogenannten Zweiten Arbeitsschlacht mit dem Bau von gleich 22 neuen Reichsautobahn-Teilstücken begonnen, unter anderem auch bei Echterdingen an der Strecke Karlsruhe–München.  Ein Jahr später begannen die Arbeiten an der Strecke Stuttgart–Heilbronn. Wie für Reichsautobahnen damals üblich, wurde eine eng an das Gelände angepasste Trassenführung mit relativ starken Längsneigungen und abwechselnd kurvigen und geraden Abschnitten beabsichtigt, um in Rahmen der NS-Propaganda die umliegende Landschaft zu inszenieren. Beim Bau der Strecke Stuttgart–Heilbronn entstand mit dem rund 300 m langen Engelbergtunnel das erste längere Tunnelbauwerk im Netz der Reichsautobahnen.
Der Knotenpunkt zwischen der Strecke Karlsruhe–München und der Strecke Stuttgart–Heilbronn, die später in Richtung Würzburg und Bad Hersfeld weitergeführt werden sollte, wurde am 5. November 1938 zusammen mit dem ersten Abschnitt dieser Strecke bis zur Anschlussstelle Ludwigsburg-Nord sowie dem Abschnitt Pforzheim–Stuttgart-Vaihingen der Strecke Karlsruhe–München fertiggestellt. Er ist somit eines der ältesten Autobahndreiecke in Deutschland. Das Autobahndreieck Stuttgart war in der Bauform einer linksgeführten Trompete ausgeführt, wodurch der aus Richtung Karlsruhe kommende und Richtung Heilbronn fahrende Verkehr eine 270°-Kurve durchfuhr. Bis 1940 wurden die Strecke Karlsruhe–München im letzten Abschnitt bei Pforzheim fertiggestellt und die Strecke nach Heilbronn von Ludwigsburg bis Weinsberg verlängert.
Während des Zweiten Weltkriegs war die Strecke nach Heilbronn nördlich des Dreiecks für den allgemeinen Verkehr gesperrt, da die Röhren des Engelbergtunnels als Montagehalle für Flugzeugtragflächen der Messerschmitt AG dienten. Eingesetzt wurden Zwangsarbeiter aus dem KZ Natzweiler-Struthof, die in einem nahegelegenen Außenlager untergebracht waren.

### Nach dem Krieg
Eine Röhre des Engelbergtunnels wurde in der unmittelbaren Nachkriegszeit von 1946 bis 1950 wiederhergestellt und für den Verkehr freigegeben, womit das Autobahndreieck wieder befahrbar war. Die zweite Tunnelröhre folgte in den Jahren 1960 bis 1961. Östlich der Autobahn Heilbronn–Stuttgart entstand in den 1960er Jahren mit dem Ramtel ein neuer Stadtteil, sodass die Autobahntrasse zum Engelberg fortan an dicht besiedeltem Wohngebiet entlang führte.

#### Geplante Südverlängerung und Umgestaltung
In den 1960er und 1970er Jahren plante man, die von Heilbronn her kommende Autobahn südlich des Autobahndreiecks bis nach Gärtringen weiterzuführen. Eine erste Planung wurde 1965 im Generalverkehrsplan Baden-Württemberg aufgestellt, im Jahr darauf wurde diese Strecke als Bedarf geführt. Mehrere Varianten unter Einbeziehung des bestehenden Autobahndreiecks oder dem Bau eines neuen Autobahnkreuzes wurden in den folgenden Jahren für die Weiterführung nach Gärtringen entworfen. Das 1975 eingeführte Nummernsystem wies der Nord-Süd-Verbindung Würzburg–Heilbronn–Stuttgart–Singen die Nummer BAB 81 zu. Zwischen Leonberg und dem bei Gärtringen errichteten Autobahnkreuz Herrenberg wies die BAB 81 eine Lücke auf, da die Autobahnverbindung zwischen der Anschlussstelle Stuttgart-Vaihingen und dem Kreuz Herrenberg als BAB 831 gewidmet worden war.
Die ersten entwickelten Pläne für diesen Abschnitt stammen aus dem Jahr 1965. Insgesamt vier Varianten wurden betrachtet, wobei die Feinau-Trasse einen Umbau des Dreiecks zum Autobahnkreuz und anschließend einen ca. 500 m langen Tunnel unter dem Bergrücken bei Warmbronn aufwies. Die Längenbühl-Trasse sah ein zweites Autobahndreieck westlich des bestehenden und eine Führung über den Bergrücken zwischen Silberberg und Warmbronn vor. Die Silberberg-Trasse bestand im Wesentlichen aus einer westlichen Umfahrung Leonbergs auf einer nach Westen verlegten Autobahntrasse und die Höfinger Trasse auf einer im Vergleich zur Silberberg-Trasse noch weiter westlich verlaufenden Umgehung.
Die Regionale Planungsgemeinschaft Württemberg-Mitte (RPW) entwarf 1969 einen Plan, bei dem zwischen Heilbronn und Stuttgart eine zweite parallele Autobahn verlaufen sollte, die bei Pleidelsheim von der Bestandstrasse abzweigt, über Markgröningen, Hemmingen und Rutesheim zur Autobahn Karlsruhe-München führt und anschließend in einem Bogen über Renningen nach Sindelfingen verläuft. Dort sollte sie auf eine Fortsetzung der Bestandsstrecke vom Autobahndreieck Stuttgart her kommend treffen und anschließend als einzelne Strecke weiter Richtung Singen führen.
Aus demselben Jahr stammt eine Planstudie von Karl Schaechterle, der eine Linienführung östlich an Leonberg vorbei in Gestalt einer modifizierten Feinau-Trasse vorsah. Die bestehende Trasse am Engelberg sollte zur B 295 abgestuft werden, womit sowohl eine östlich an Leonberg vorbeiführende Autobahn als auch eine östlich verlaufende Umgehungsstraße hergestellt worden wären. Das neu geplante Autobahnkreuz Stuttgart war zunächst als Turbinen-Bauform, später als Kleeblattkreuz mit Tangentenlösungen vorgesehen.
Ein Plan von 1970 sah vor, südlich der Anschlussstelle Stuttgart-Zuffenhausen von der Bestandstrasse abzuweichen und die Autobahn westlich an Leonberg vorbeizuführen. Dementsprechend wäre ebenfalls westlich von Leonberg ein neues Autobahnkreuz mit der Autobahn Karlsruhe–München (seit 1975 BAB 8) entstanden. Diese Westumgehung Leonberg basierte wie auch die ihr zugrunde liegende Silberberg-Trasse im Wesentlichen auf einem früheren Plan, die B 295 aus dem Leonberger Stadtgebiet heraus als westliche Umgehungsstraße zu führen.
Da im Laufe der 1970er Jahre keine Einigung über den genauen Trassenverlauf erzielt werden konnte, stellte man das Projekt immer weiter zurück, ehe man 1985 zugunsten eines sechsstreifigen Ausbaus der Strecke Stuttgart-Vaihingen–Gärtringen schließlich ganz auf den Abschnitt verzichtete. Folglich wurde die BAB 831 zwischen dem damaligen Autobahnkreuz Stuttgart-Vaihingen und dem Autobahnkreuz Herrenberg in BAB 81 umgewidmet. Weiterhin erhielten alle Knotenpunkte neue Bezeichnungen: Aus dem Autobahnkreuz Herrenberg wurde die Anschlussstelle Gärtringen, aus dem Autobahnkreuz Stuttgart-Vaihingen das Kreuz Stuttgart und aus dem Autobahndreieck Stuttgart schließlich das Dreieck Leonberg.

#### Anschlussstellen nach Leonberg
Unmittelbar nördlich des Autobahndreiecks befand sich seit seiner Fertigstellung an der Strecke nach Heilbronn eine Anschlussstelle, die als Stuttgart-West/Leonberg bezeichnet wurde und in erster Linie als Autobahnanbindung der Stadt Leonberg diente. Die Abfolge zwischen dem Einmünden der Rampen des Autobahndreiecks und dem Abzweigen der Rampen der Anschlussstelle war von jeher ungewöhnlich kurz, weshalb sich auf einer sehr kurzen Strecke Konflikte bezüglich Spurwechsel und Abbiegen ergaben. Waren anfangs, wie auf Reichsautobahnen üblich, keinerlei Beschleunigungs- und Verzögerungsstreifen vorhanden, wurden diese in den 1960er Jahren nachgerüstet, indem die Spurbeziehungen gänzlich verändert wurden. Statt einer Zusammenführung der beiden Rampen mit je einer Spur zu einer zweistreifigen Richtungsfahrbahn wurden jetzt alle Rampen des Dreiecks zweistreifig ausgebaut. Die Relationen München–Heilbronn und umgekehrt wurden dabei als durchgehende Hauptfahrbahnen konzipiert, sodass sich für Autofahrer, die aus Richtung Karlsruhe in Richtung Heilbronn fuhren, eine Situation ergab, die einer Auffahrt ohne Beschleunigungsstreifen von links her entsprach. Der faktisch geradeaus fahrende Verkehr musste dem von rechts kommenden Verkehr Vorfahrt gewähren, weshalb diese Auffahrt auch als „Deutschlands einzige Autobahn-Stoppstelle“ bezeichnet wurde und das Autobahndreieck Leonberg als gefährlichster Autobahn-Knotenpunkt in Deutschland galt. Zusätzlich erschwerend war es für Autofahrer von Karlsruhe her kommend, die Anschlussstelle nach Leonberg zu benutzen. Hierfür musste nun innerhalb einer sehr kurzen Strecke gleich zwei Mal der Fahrstreifen gewechselt werden, da der Verzögerungsstreifen für die Anschlussstelle bereits auf der Rampe München–Heilbronn begann.
In den 1980er Jahren verschwand diese gefährliche Verkehrsführung, indem man die Anschlussstelle Stuttgart-West/Leonberg aufgab und stattdessen an der A 8 östlich des Dreiecks eine neue Anschlussstelle in Form einer rechtsgeführten Trompete anlegte. Zwischen dem Dreieck und dieser neuen Anschlussstelle (Bezeichnung Leonberg, seit 2008 Leonberg-Ost) wurden Parallelfahrbahnen gebaut, wodurch sich der Fern- und Abbiegeverkehr nicht in die Quere kommen. Zusätzlich wurde die Rampe München–Heilbronn mit einem weitläufigeren Radius neu gebaut.

### Umbau

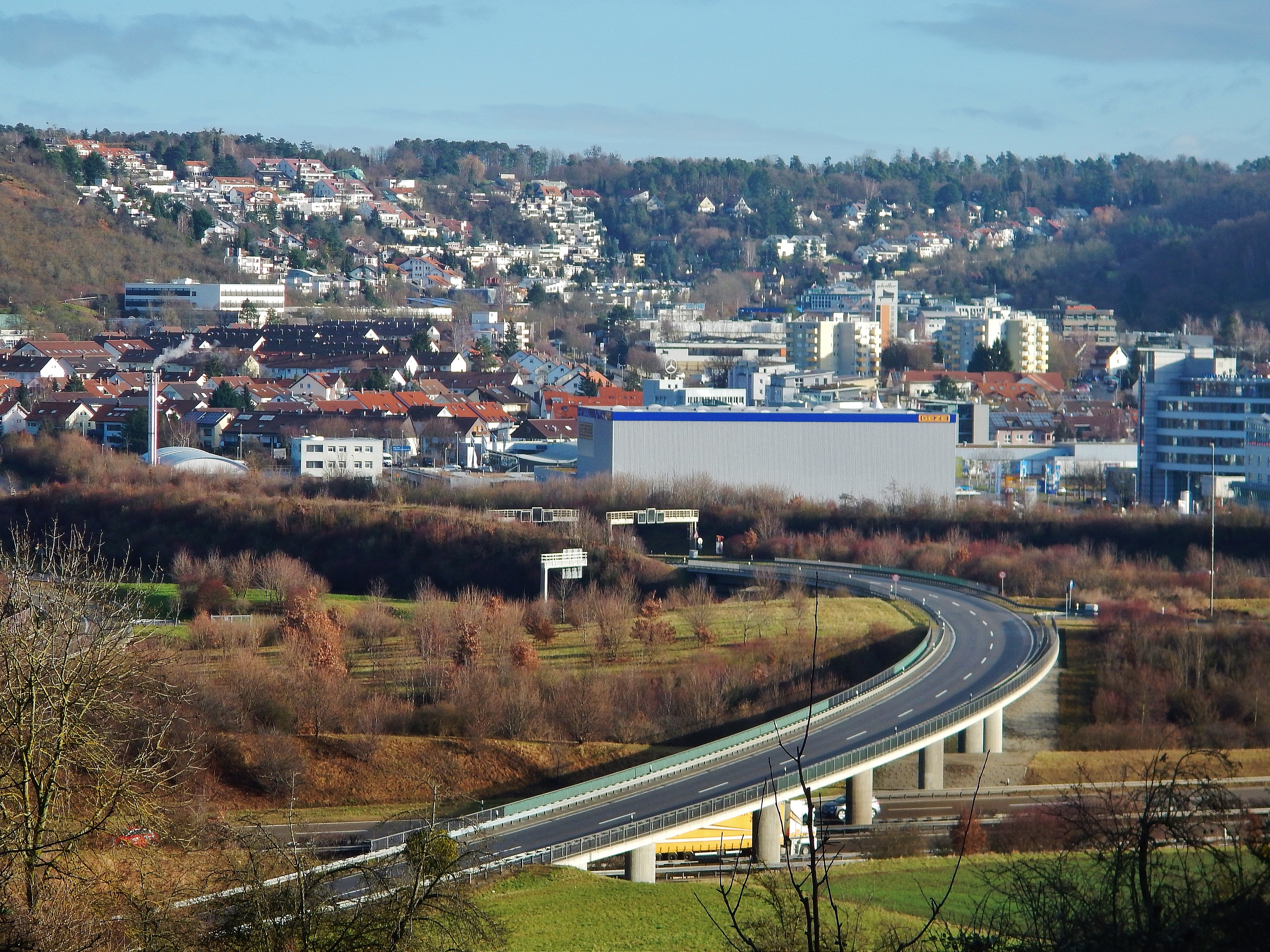
Zweispurige Direktrampe mit angrenzendem Gewerbegebiet „Neue Ramtelstraße“ und Wohngebiet Ramtel

Zusammen mit dem sechsstreifigen Ausbau der BAB 81 zwischen der Anschlussstelle Stuttgart-Feuerbach und dem Dreieck Leonberg wurde ein kompletter Umbau des Autobahndreiecks, der auch eine Änderung der Bauform beinhaltete, durchgeführt. Gleichzeitig wurde die alte Steigungsstrecke mitsamt dem alten Engelbergtunnel aufgegeben und durch eine tieferliegende, sechsstreifige Trasse ersetzt, die durch den neuen, 2,5 km langen Engelberg-Basistunnel führt. Dieser Aus- und Umbau fand von Juli 1995 bis August 1999 statt, wobei die erste Tunnelröhre bereits im September 1998 für zunächst beide Fahrtrichtungen in Betrieb genommen wurde.
Die Anschlussstelle Leonberg an der BAB 8 wurde dabei ebenfalls umgestaltet: Die L 1187 (vormalige Glemseckstraße) wurde nach Süden, näher an die Autobahn, verlegt und zur verlängerten Südrandstraße geführt, womit die Rampen der Anschlussstelle nun nicht mehr auf eine gemeinsame Zubringerstraße stoßen. Unmittelbar östlich des Autobahndreiecks entstand zwischen Südrandstraße und der alten Glemseckstraße das Gewerbegebiet „Neue Ramtelstraße“. Vorausschauend auf den Umbau der Anschlussstelle war das 12,5 Hektar große Gebiet schon 1993 als „Gewerbegebiet am Autobahndreieck“ ausgewiesen worden.
Das Autobahndreieck in seiner heutigen Bauform weist keine indirekten Rampen mehr auf, alle Verbindungen sind als zweispurige Direktrampen ausgeführt. Zwar haben die Staus im Bereich des Autobahndreiecks seit dem Umbau stark abgenommen, der Abschnitt vom Dreieck Leonberg zum Kreuz Stuttgart ist jedoch nach wie vor der am dichtesten befahrene in Baden-Württemberg. Seit dem Jahr 2000 ist hier die Fahrtrichtung Osten und seit dem Jahr 2017 auch die Fahrtrichtung Westen mit vier Fahrspuren pro Richtung ausgeführt.
Im Zuge des sechsstreifigen Ausbaus der BAB 8 zwischen Karlsruhe und Stuttgart entstand bis 2008 westlich des Dreiecks eine neue Anschlussstelle Leonberg-West, die von der Autobahn direkt auf die B 295 in Richtung Calw/Renningen führt. Der vormalige Umweg durch das Dreieck, die Anschlussstelle Leonberg und die Südrandstraße entfiel. Die bisherige Anschlussstelle Leonberg wurde in Leonberg-Ost umbenannt.

## Verkehrsaufkommen
Das Dreieck wird täglich von etwa 186.000 Fahrzeugen befahren, damit zählt es zu den frequenzstärksten in Baden-Württemberg.
| Von                           | Nach                         | Durchschnittliche tägliche Verkehrsstärke | Durchschnittliche tägliche Verkehrsstärke | Durchschnittliche tägliche Verkehrsstärke | Anteil Schwerlastverkehr | Anteil Schwerlastverkehr | Anteil Schwerlastverkehr |
| Von                           | Nach                         | 2005                                      | 2010                                      | 2015                                      | 2005                     | 2010                     | 2015                     |
| ----------------------------- | ---------------------------- | ----------------------------------------- | ----------------------------------------- | ----------------------------------------- | ------------------------ | ------------------------ | ------------------------ |
| AS Leonberg-West (A 8)        | AD Leonberg                  | 071.100                                   | 084.700                                   | 117.500                                   | 13,2 %                   | 15,3 %                   | 14,6 %                   |
| AD Leonberg                   | AS Leonberg-Ost (A 8 / A 81) | 133.000                                   | 147.600                                   | 140.500                                   | 13,5 %                   | 12,6 %                   | 13,4 %                   |
| AS Stuttgart-Feuerbach (A 81) | AD Leonberg                  | 092.300                                   | 095.600                                   | 114.000                                   | 13,7 %                   | 14,8 %                   | 10,3 %                   |